# Терентьева, Нонна Николаевна
Но́нна Никола́евна Тере́нтьева (в девичестве Новося́длова; 15 февраля 1942, Баку — 8 марта 1996, Москва) — советская и российская актриса театра и кино.

## Биография
Родилась в семье военного — Николая Самсоновича Новосядлова (1918—2010) и театральной актрисы — Антонины Фёдоровны Новосядловой (1922—2005). В семье было две дочери: Нонна и Ниалина. После Великой Отечественной войны семья переехала по месту службы отца в Румынию, затем в Киев.
По окончании средней школы в 1959 году в Ростове-на-Дону поступила на режиссёрское отделение Харьковского института культуры, а затем перевелась в Киевский театральный институт имени И. К. Карпенко-Карого, но в дальнейшем ушла и из него и поступила в московское Театральное училище имени Бориса Щукина, которое окончила в 1966 году.
В 1966—1967 годах работала в Московском драматическом театре имени К. С. Станиславского. Успешно снималась в кино. Сделанный в 1967 году фотопортрет актрисы Нонны Терентьевой работы фотографа Василия Малышева получил первое место на фотовыставке ЮНЕСКО в Париже.
В 1967 году вышла замуж за Бориса Терентьева, аспиранта института им. Е.О. Патона, и вернулась в Киев.
С 1967 по 1971 год работала в Киевском Театре русской драмы имени Леси Украинки.
В 1971 году после развода вернулась в Москву. В 1971—1972 годах работала в Центральном академическом театре Советской армии, затем с 1973 по 1980 год — в Московском драматическом театре имени Н. В. Гоголя. С 1980 по 1992 год — актриса Театра-студии киноактёра.
Умерла 8 марта 1996 года в Москве на 55-м году жизни от рака груди.
Похоронена в Москве на Троекуровском кладбище (10-й участок, 1-й ряд).

## Семья
- Муж — Борис Валентинович Терентьев, инженер, кандидат технических наук
  - Дочь — Ксения Борисовна Терентьева (род. 23 июля 1969) — дизайнер одежды, журналистка, была женой Владимира Машкова[5][6].

## Фильмография
| Год  |     | Название                               | Роль                       |
| ---- | --- | -------------------------------------- | -------------------------- |
| 1963 | ф   | Бухта Елены                            | Елена Токмакова            |
| 1963 | ф   | Самый медленный поезд                  | Лена                       |
| 1966 | ф   | В городе С.                            | Екатерина Ивановна Туркина |
| 1966 | кор | Шуточка                                | Наденька                   |
| 1969 | ф   | Дворянское гнездо                      | Жюстина                    |
| 1969 | ф   | Трое                                   | Татьяна Автономова         |
| 1970 | ф   | Умеете ли вы жить?                     | москвичка                  |
| 1970 | ф   | Сеспель                                | Туся                       |
| 1971 | ф   | Озарение                               | Елена Морозенко            |
| 1972 | тф  | Моя жизнь                              | Анюта Благово              |
| 1973 | тф  | Крах инженера Гарина                   | Зоя Монроз                 |
| 1973 | ф   | Таланты и поклонники                   | Нина Васильевна Смельская  |
| 1975 | тф  | Гаспароне                              | графиня Шарлотта           |
| 1976 | ф   | Бешеное золото                         | Ивонна Траут               |
| 1977 | с   | Талант                                 | Лёлечка                    |
| 1977 | ф   | Транссибирский экспресс                | Александра Демидова        |
| 1978 | тф  | Эцитоны Бурчелли                       | Софья                      |
| 1979 | ф   | Взрослый сын                           | Лена, отдыхающая в Крыму   |
| 1979 | ф   | Несколько дней из жизни И. И. Обломова | гостья, с Ольгой в саду    |
| 1982 | ф   | Похождения графа Невзорова             | Алла Григорьевна           |
| 1982 | ф   | Серебряное ревю                        | Анна Григорьевна           |
| 1985 | ф   | Любимец публики                        | мама Трилли                |
| 1985 | ф   | Соучастие в убийстве                   | Бет Тайсон                 |
| 1986 | ф   | Борис Годунов                          | Ирина                      |
| 1986 | тф  | Красные башмачки                       | Ведьма                     |
| 1992 | ф   | Воздушные пираты                       | кинорежиссёр               |
| 1994 | ф   | Железный занавес                       | Нонна Николаевна           |
| 1996 | с   | Королева Марго                         | эпизод                     |